# Balustráda

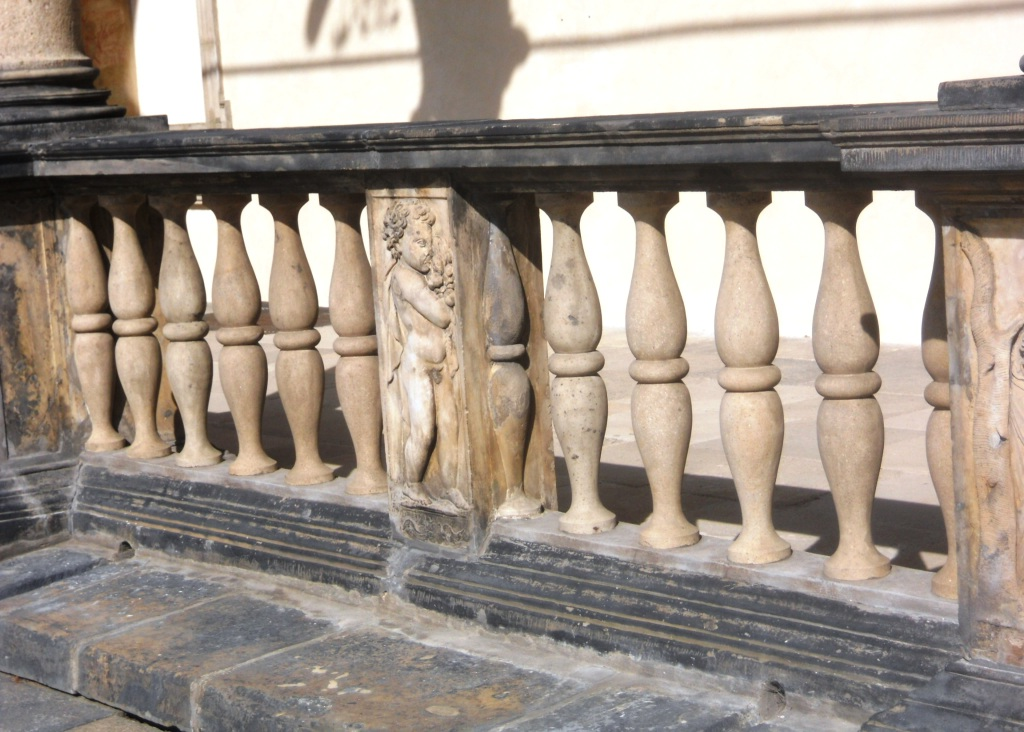
Renesanční kuželková balustráda, kolem 1560 (Letohrádek královny Anny, Praha)

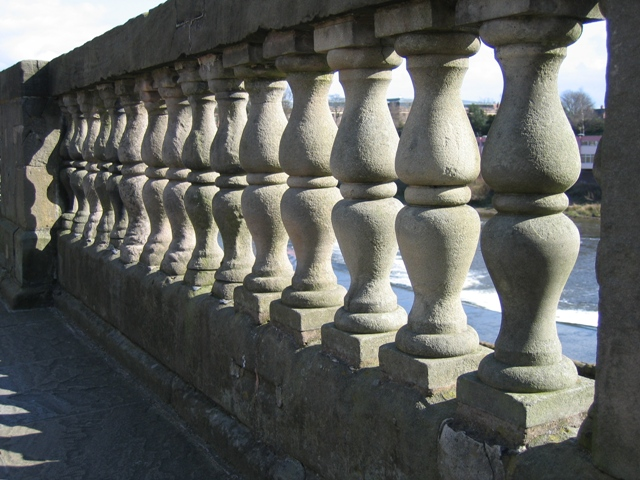
Barokní kuželková balustráda

Balustráda (z franc. balustrade – zábradlí, hrazení, brlení) je individuálně tvarované, ozdobné zábradlí, vytvořené pomocí nízkých sloupů, tzv. baluster neboli balustrových kuželek krytých zpravidla překladem. Uplatňuje se většinou na schodištích, terasách a balkonech. Může být v půdorysu přímá, ale často bývala i zakřivená, zejména v barokní době. Balustráda je vytvořena z kamene nebo materiálu, který kámen napodobuje: ze štuku, ze dřeva, v novější době také z betonu.
Vedle základního významu balustrády z jednotlivých sloupků – balustrových kuželek – se tímto slovem může rozumět obecně jakékoli kamenné či kámen napodobující prolamované zábradlí složené z jednotlivých dílců, například z kružbových obrazců nebo různě proplétaných prutů.

## Historie
Přestože je balustráda (v původním významu slova) antikizující prvek, v antickém Řecku a Římě se zřejmě nepoužívala. Objevuje se však v asyrských palácích, kde jsou užity ve spodní části okenních otvorů. Jejich masivní rozšíření počíná v 15. století na balkonech benátských a veronských paláců. Balustrády byly hojně užívány v renesanci, baroku a také v 19. století, v období neo-slohů.

## Jiné tvary balustrád
Za Alpami byly především v období pozdní gotiky často používány gotické balustrády. Neklasicky tvarované balustrády, tvořené například volutami či různě se proplétajícími pruty, které jsou v podstatě neklasickou variací balustrového sloupku, ale často se objevují i v baroku a rokoku. Zcela svébytná podoba balustrád se pak vyskytuje v mimoevropské, například islámské či indické architektuře.

## Galerie

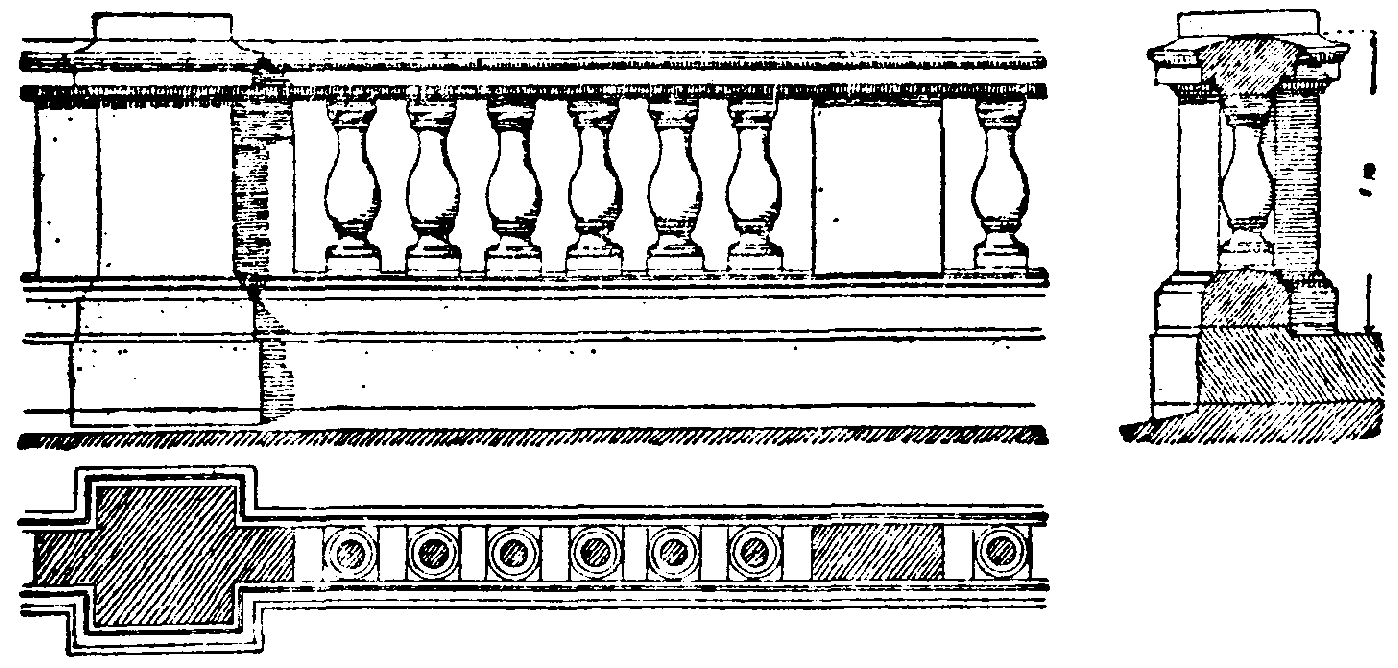
barokní balustráda (kol. r. 1700)
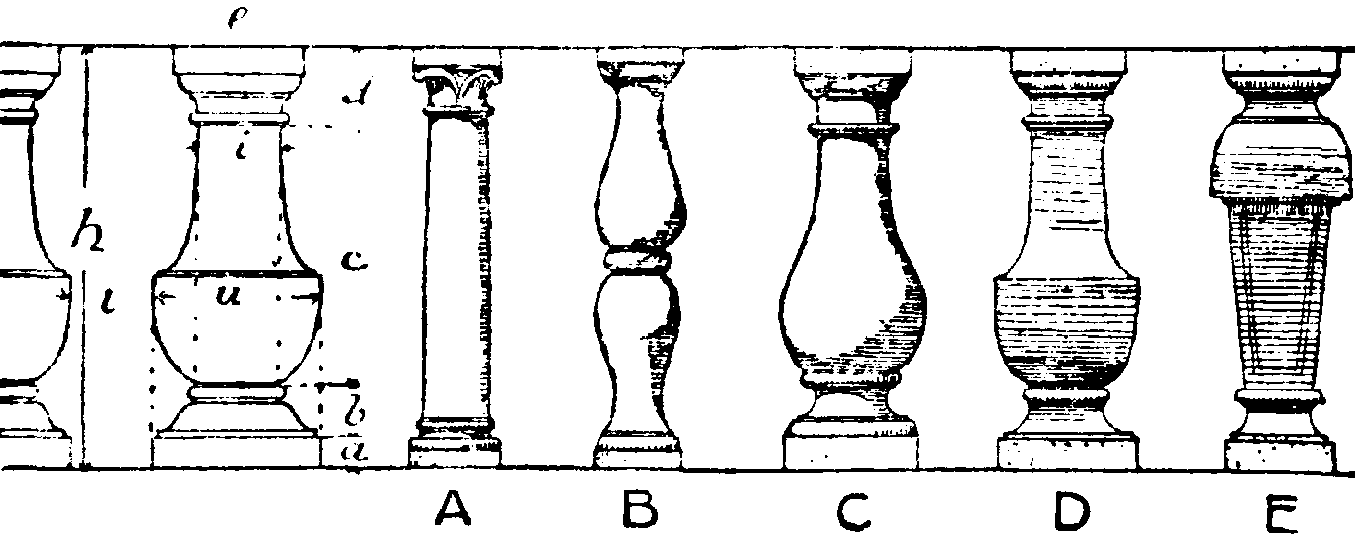
dobový vzorník balustrových kuželek
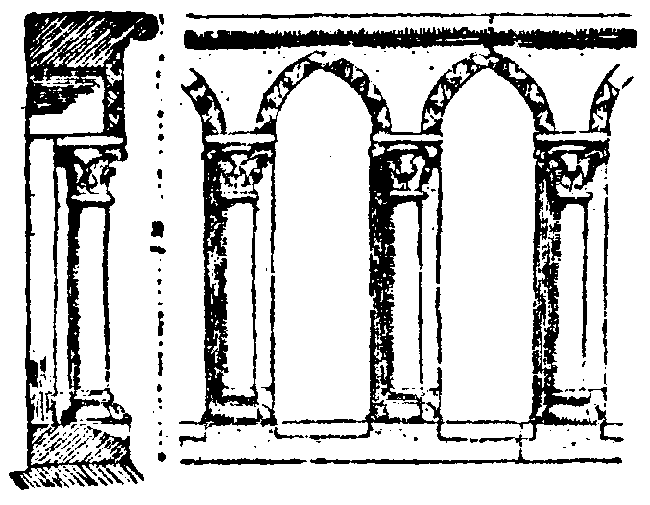
gotická balustráda z Pařížské katedrály Notre Dame
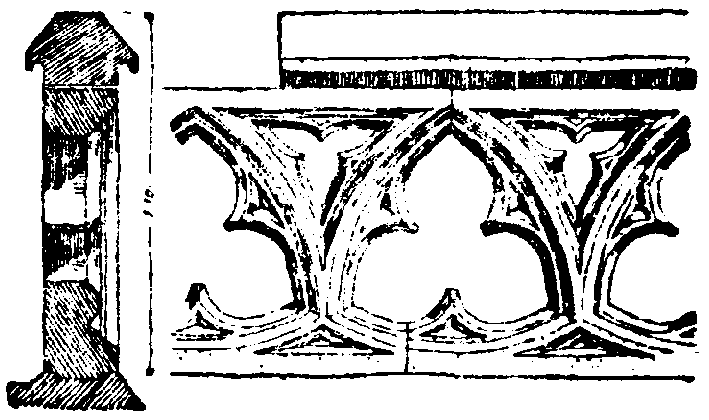
gotická balustráda z katedrály v Carcassonne (kol. r. 1300)
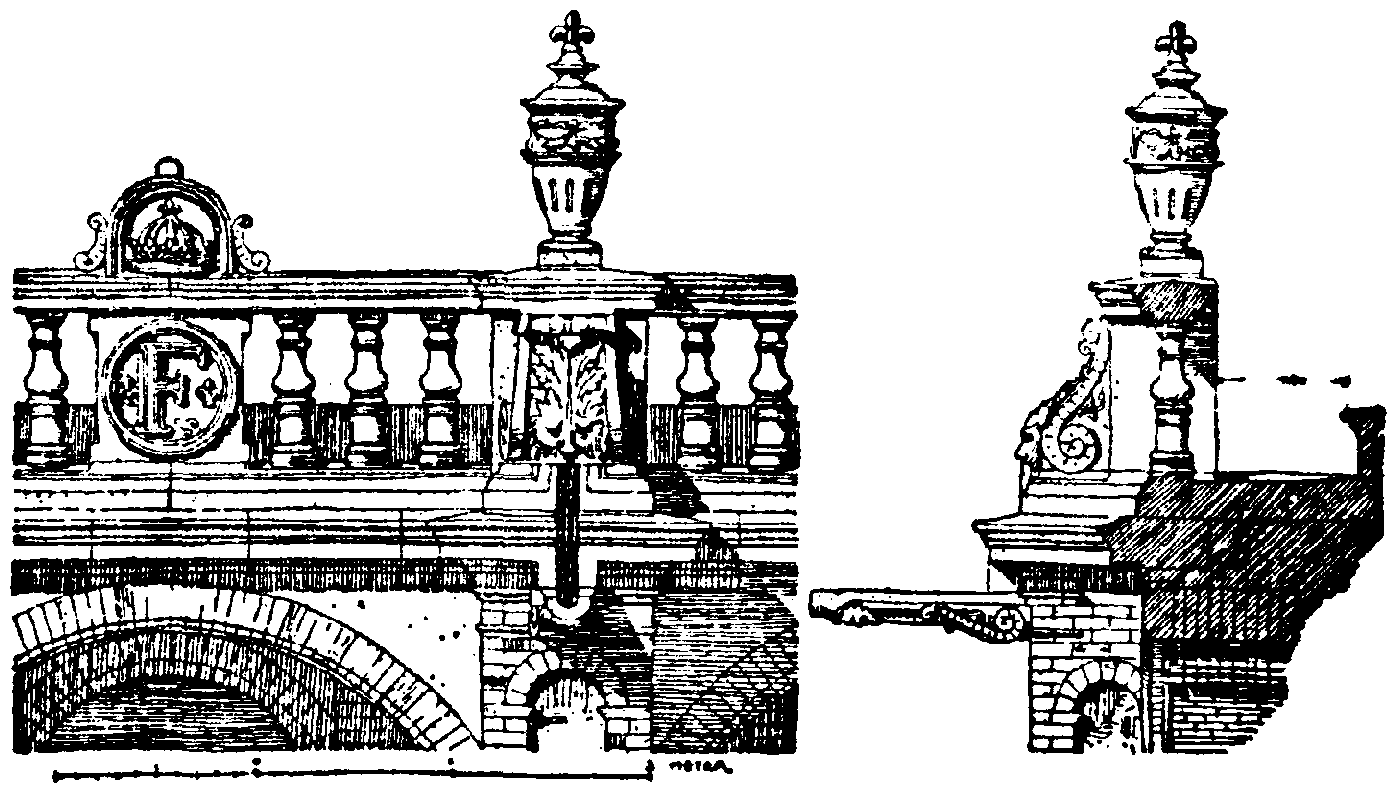
balustráda z franc. zámku St. Germain (kol. r. 1500)
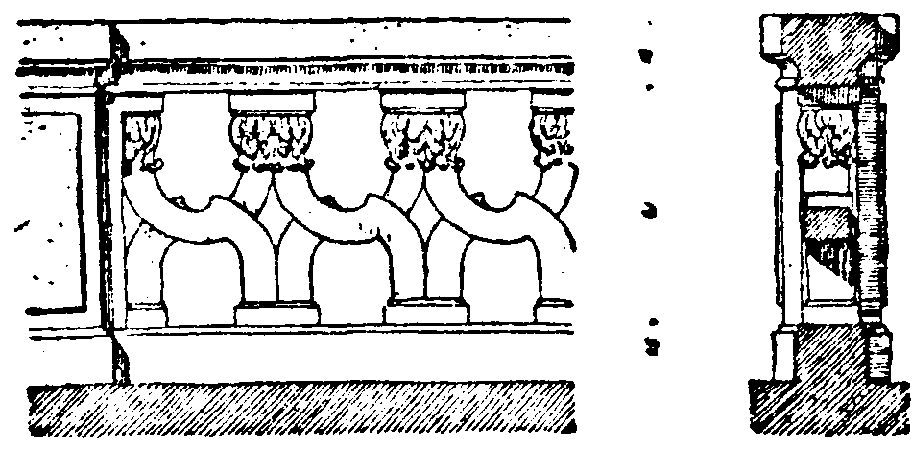
Neklasická balustráda z franc. zámku Maison sur Seine (kol. r. 1600)
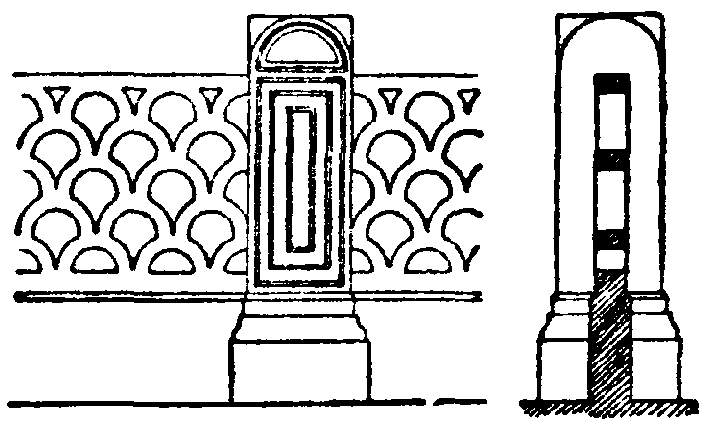
balustráda chrámu Hagia Sofia v Istanbulu
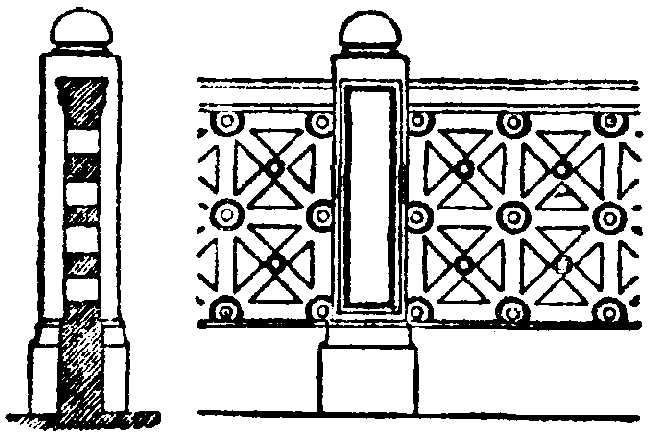
balustráda chrámu Hagia Sofia v Istanbulu